# Grover (Marinette)
Grover es un pueblo ubicado en el condado de Marinette en el estado estadounidense de Wisconsin. En el Censo de 2010 tenía una población de 1768 habitantes y una densidad poblacional de 9,31 personas por km².

## Geografía
Grover se encuentra ubicado en las coordenadas 45°3′23″N 87°51′38″O / 45.05639, -87.86056. Según la Oficina del Censo de los Estados Unidos, Grover tiene una superficie total de 189.85 km², de la cual 189.26 km² corresponden a tierra firme y (0.31%) 0.58 km² es agua.

## Demografía
Según el censo de 2010, había 1768 personas residiendo en Grover. La densidad de población era de 9,31 hab./km². De los 1768 habitantes, Grover estaba compuesto por el 97.29% blancos, el 0.85% eran afroamericanos, el 0.17% eran amerindios, el 0.34% eran asiáticos, el 0% eran isleños del Pacífico, el 0.68% eran de otras razas y el 0.68% pertenecían a dos o más razas. Del total de la población el 0.85% eran hispanos o latinos de cualquier raza.